# Julius Exter

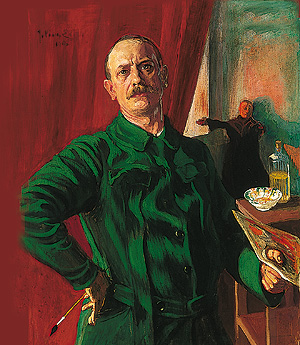
Selbstporträt

Julius Exter (* 20. September 1863 in Ludwigshafen am Rhein; † 16. Oktober 1939 in Übersee am Chiemsee; vollständiger Name Julius Leopold Bernhard Exter) war ein deutscher Maler und Bildhauer.

## Leben
Julius Exter entstammte einer weit verzweigten Pfälzer Kaufmannsfamilie, die in Ludwigshafen, Neustadt und Bad Dürkheim ansässig war. Er war ein Sohn des Kaufmanns Karl August Exter und ein Cousin des Architekten August Exter. Zunächst besuchte er das Großherzogliche Gymnasium in Mannheim. Mit dem 26. April 1881 ist sein Eintritt in die Antikenklasse an der Kunstakademie München dokumentiert, wo er sich im weiteren Verlauf zum Maler ausbildete. Mit dem gleichaltrigen und im selben Jahr von der Kunstgewerbeschule an die Akademie übergetretenen Franz (von) Stuck verband ihn bald eine Künstlerfreundschaft, geprägt vor allem durch beider Vorliebe für die Freilichtmalerei.
1898 heiratete Julius Exter die Malerin und Pianistin Judith Anna Köhler (1868–1952), eine Tochter des Darmstädter Verlagsbuchhändlers Karl Christian Köhler. Die Ehe, aus der die Kinder Judith (1900–1975; Malerin und Bildhauerin) und Karl (1902–1982; Maler, Zeichner und Bühnenbildner) hervorgingen, wurde 1917 geschieden.
Das 1902 von Julius Exter in Übersee-Feldwies am Chiemsee erworbene Bauernhaus Zum Stricker wurde Künstlersitz und Standort seiner in ganz Europa bekannten Malschule. Er selbst verlegte seinen Wohnsitz 1917 endgültig von München nach Feldwies. 1902 wurde er zum Titular-Professor und zum Ehrenmitglied der Akademie der Künste ernannt. Befreundet war er mit dem Bildhauer Mathias Gasteiger.
Julius Exter starb am Morgen des 16. Oktober 1939 im Exter-Haus an Herzschwäche. Die Tochter Judith vermachte 1972 den Nachlass ihres Vaters und das Haus in Feldwies dem Bayrischen Staat gegen eine Leibrente. Das Künstlerhaus Exter ist als Museum und Galerie öffentlich zugänglich;  zahlreiche Werke Exters befinden sich im Alten Schloss auf Herrenchiemsee.

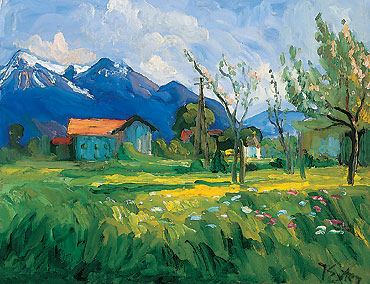
Frühling

## Werk

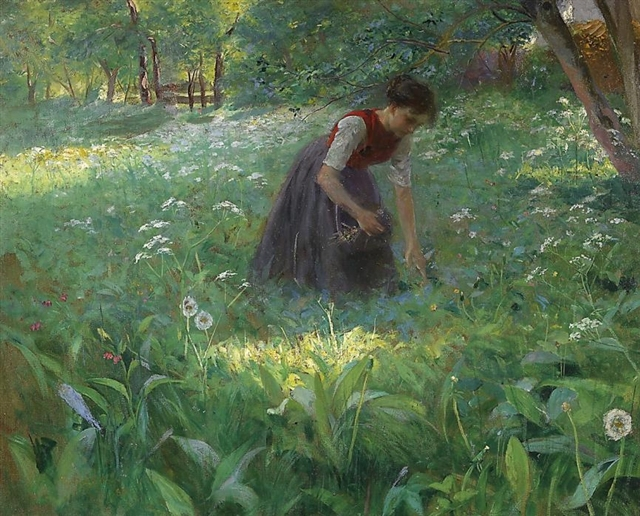
Im sommerlichen Laubwald

Exter gehörte zur Münchner Secession, die er 1892 mitbegründete. Zwei Jahre später schloss er sich der progressiven Freien Vereinigung der XXIV an. In dieser Zeit entstanden vor allem monumentale Gemälde mit religiösen und symbolistisch aufgefassten Themen, darunter Mutter und Kind (1893), das Triptychon Adam und Eva: Geburt – Versuchung – Verlorenes Paradies (1894) oder Es ist vollbracht! (1896) sowie zahlreiche Bildnisse, darunter das 1884/85 entstandene Porträt seines japanischen Studienkollegen und Freundes Harada Naojirō und sein Selbstbildnis. Von seinen Skulpturen waren 1895 DYO ANTROPOI – ein Menschenpaar und 1896 die Porträtbüste der Mutter in den Münchner Jahresausstellungen zu sehen. Eine Porträtbüste des Malers Karl Leipold, um 1900/1905 entstanden, erwarb die Bayerische Schlösserverwaltung.  Um 1900 war Exter ein Vorkämpfer der modernen Malerei in München und galt nicht nur unter Kollegen als „Farbenfürst“.
Zu seinen Schülerinnen gehörten die serbische Ažbe-Schülerin Nadežda Petrović, die Freiburger Malerin und Bildhauerin Eva Eisenlohr, die als Blumenmalerin bekannt gewordene Anna Gasteiger aus Lübeck, Olga Fritz-Zetter aus Solothurn (1881–1973) sowie Juliet Melms-Brown (1869–1943) aus Winterthur und Berta Kaiser (1875–1962) aus Kitzingen.
In ganz Deutschland und besonders in der Schweiz fanden die Bilder des avantgardistischen Malers Absatz. Exter entwickelte sich vom Historismus zur vitalen Farbigkeit des Expressionismus. Im Winter 1908 pflegte er intensiven Kontakt mit Franz Marc. Mit seinen maltechnischen und farbenfrohen Experimenten stand er der Künstlergruppe der Neuen Künstlervereinigung München und der Redaktion des Blauen Reiters nahe. Den Schwerpunkt seines künstlerischen Schaffens bildeten figürliche Kompositionen, Porträts, Landschaften und Akte. Sein expressives Spätwerk zählt zu den Höhepunkten der süddeutschen Malerei am Beginn der Moderne.